# 弘前師管
弘前師管（ひろさきしかん）は、1940年8月から1945年3月まで、日本の東北地方北部に置かれた大日本帝国陸軍の管区で、14あるいは16置かれた師管の一つである。前身は第8師管。管轄する師団は、第57師団、留守第57師団、第47師団、ふたたび留守第57師団と変遷した。1945年4月に弘前師管区に改称した。

## 番号の師管から地名の師管へ
師団制を採用してから、師団と師管は同じ番号で対応するのが原則で、第8師団が第8師管を管轄していた。しかし、日中戦争が泥沼化して大陸に送り込んだ師団を呼び戻す見込みがなくなると、第8師管には新設の第57師団を置くことにした。やや劣る戦力の師団を用意して内地の守備を固める意図があった。これにあわせて番号をやめて地名をとることにした。かくて、1940年7月24日制定（26日公布、8月1日施行）の昭和15年軍令陸第20号で陸軍管区表が改定され、弘前師管が置かれることになった。。
管区は東北北部の4県で、1県を1連隊区にあてて4連隊区を置いた。この時点で1県1連隊区は例外的で、他には宇都宮師管と善通寺師管があるだけだった。翌年に他の師管も1県1連隊区になった。
管区表では北部軍管区に属したが、新編成する北部軍司令部が12月に発足するまで、一時的に東部軍司令官の防衛管轄となった。

## 留守師団と新師団
第57師団は、翌1941年（昭和16年）年に実施された関東軍特種演習（関特演）に参加して満州国に所在する第3軍に入り、以後帰国しなかった。弘前師管は留守第57師団が管轄することになった。
太平洋戦争がはじまると、兵力の増強がさらに進み、1943年（昭和18年）に留守第57師団と独立第67歩兵団から第47師団が編成された。弘前師管はこの第47師団が管轄することになった。
1944年3月25日制定（27日公布、施行）の陸軍管区表改定（昭和19年軍令陸第3号）で、弘前師管は東部軍管区に所属変更した。これにあわせ、第47師団以下の諸部隊も同じ日に東部軍司令官隷下に入った。
戦争の敗色が濃くなると、内地からの兵力抽出が続き、1944年6月に第47師団も戦時編制に移行して大本営直属の予備戦力になった。ふたたび留守第57師団が動員され、弘前師管を引き継いだ。

## 師管区に改称
1945年1月22日制定（24日公布、2月11日施行）の昭和20年軍令陸第1号などで、留守師団に管区防衛・動員を委ねる方式を廃止し、師管区を常設の師管区部隊に任せる制度が導入された。まず2月11日に東北地方に東北軍管区が置かれ、仙台師管と弘前師管がこれに属した。4月1日に、弘前師管は弘前師管区となり、留守第57師団が弘前師管区部隊に転換した。このとき、山形県を仙台師管区に譲り、弘前師管区は青森・岩手・秋田の3県になった。

## 管区構造の変遷

### 軍管区
- 東部軍管区 - 1940年8月1日から1940年12月1日まで
- 北部軍管区 - 1940年12月2日から1944年3月26日まで
- 東部軍管区 - 1944年3月27日から1945年2月10日まで
- 東北軍管区 - 1945年2月11日から

### 連隊区
1940年8月1日から1945年3月31日まで変更なし。
- 青森連隊区 - 青森県
- 盛岡連隊区 - 岩手県
- 秋田連隊区 - 秋田県
- 山形連隊区 - 山形県